# Salvo d'Antonio

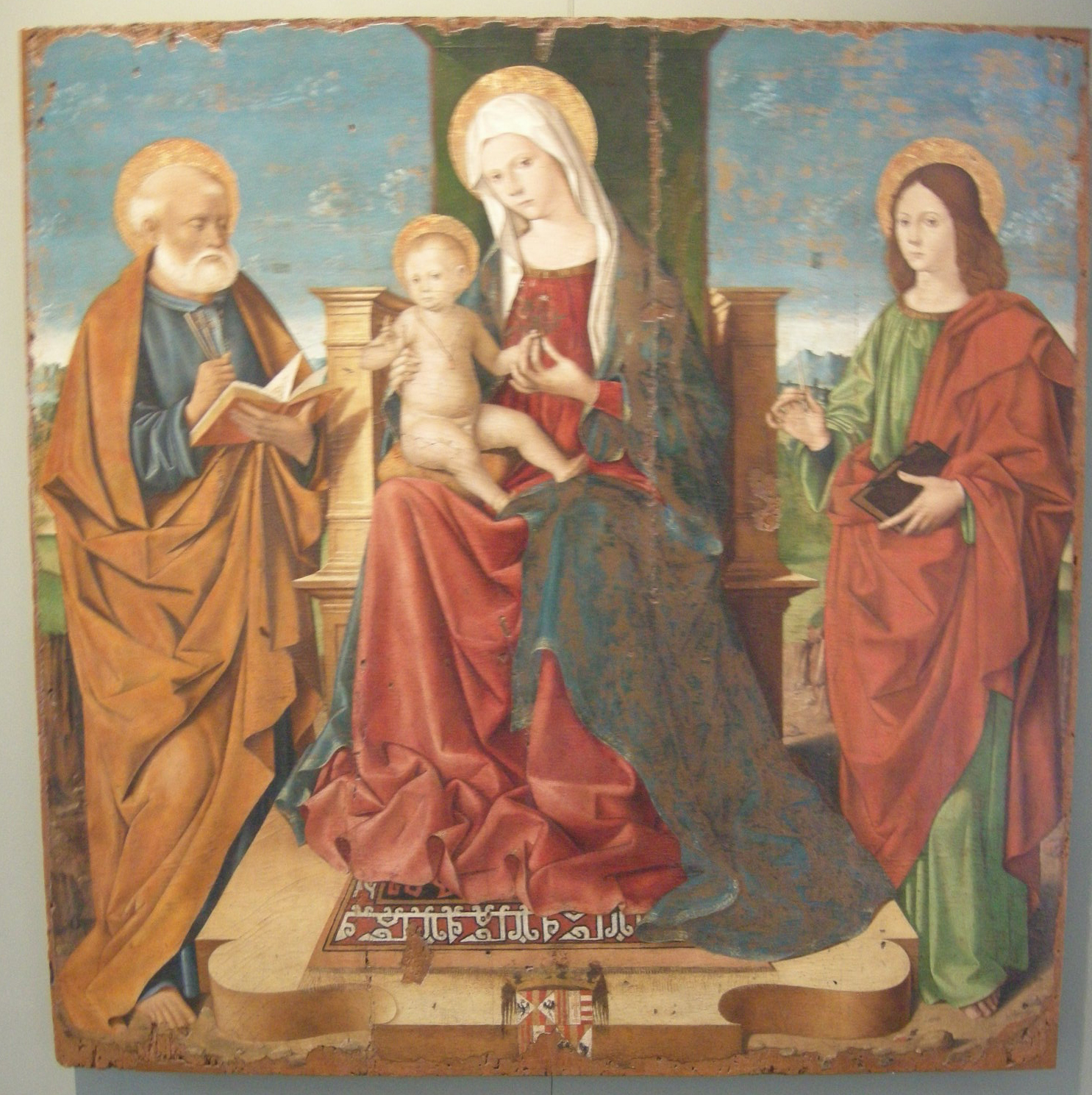
Vierge à l'Enfant et Saints, musée régional de Messine.

Salvo d'Antonio ou  Giovanni Salvo de Antonio (né à Messine après 1461 et mort dans la même ville après 1522 et avant février 1526) est un peintre italien actif en Sicile au début de la Renaissance.

## Biographie
Salvo d'Antonio est le fils du peintre Giordano de Messine (mort en 1488), frère d'Antonello de Messine. Selon Gioacchino Di Marzo, le plus ancien document dans lequel il a été mentionné date du 6 décembre 1493 et il existe des preuves fiables de son existence jusqu'en 1522. Salvo  appartenait à l'atelier d'Antonello de Messine, mais a reçu une formation complémentaire sur le continent. Après la mort prématurée du fils d'Antonello, Jacobello, en 1482, Giordano de Messine a repris l'atelier familial, dont Salvo d'Antonio a hérité en 1488 et a continué  la production artistique dans le style de son oncle Antonello, de sorte que les œuvres de sa propre main sont difficiles à identifier, .
En 1522, un acte notarié concernant le transfert pour dette d'une maison enregistre Salvo d'Antonio encore vivant ; un autre acte de 1526 l'indique comme déjà mort.
Girolamo Alibrandi a fait partie de ses élèves.